# Ticky Holgado
Joseph "Ticky" Holgado, född 24 juni 1944 i Toulouse, Haute-Garonne, död 22 januari 2004 i Paris, var en fransk skådespelare.

## Roller i urval
- 1983 – Les branchés à Saint-Tropez
- 1984 – Muta & kör!
- 1986 – Jean de Florette del 2 – Manons källa
- 1990 – Hårfrisörskans make
- 1991 – Delikatessen
- 1993 – Tango
- 1995 – De förlorade barnens stad
- 1995 – Funny Bones
- 1995 – Les misérables
- 1995 – Lumière et Compagnie (delen "Claude Lelouch")
- 1996 – I en helt annan klass
- 2001 – Amelie från Montmartre
- 2003 – Håll käft!
- 2004 – En långvarig förlovning